# El enchufe
El enchufe fue un programa humorístico del canal peruano América Televisión. El programa fue emitido desde el 20 de julio de 1993 hasta septiembre de 1994.

## Historia
Se estrenó el 20 de julio de 1993. El programa fue transmitido todos los martes a las 10:00 p. m. a partir de algunos cómicos del exitoso programa Risas y salsa, como Adolfo Chuiman, Jorge Benavides, Elmer Alfaro, Guillermo Campos, Aurora Aranda, Raúl Beryón, entre otras figuras, en los tiempos en que América Televisión fue comprada por Televisa.
Fue dirigido por Efraín Aguilar, pero no gozó de mucha sintonía y fue sacado del aire en poco tiempo.

## Elenco
- Adolfo Chuiman
- Alicia Andrade
- Antenor Vallejos
- Aurora Aranda
- Bárbara Codina
- Elmer Alfaro
- Elisa Moreno
- Jorge Benavides
- Jorge Sarmiento
- Lucy Cabrera
- Luis Delgado
- Guillermo Campos
- Hugo Loza
- Raúl Beryón
- Rodolfo Carrión
- Martín Farfán
- Sabrina de Matteis